# Matzendorf (Gemeinde St. Georgen)
Matzendorf ist eine Ortschaft in der Marktgemeinde St. Georgen am Ybbsfelde im Bezirk Amstetten, Niederösterreich.
Die Ortschaft befindet sich im niederösterreichischen Alpenvorland, im Westen des Mostviertels und östlich von Amstetten. Am 1. Jänner 2024 zählte die Ortschaft 163 Einwohner.